# Tshane
Tshane – wieś w Botswanie w dystrykcie Kgalagadi. Znajduje się w kotlinie Kalahari i obsługiwane jest przez lokalne lotnisko Tshane. We wsi znajduje się szkoła podstawowa. Według spisu ludności z 2001 roku wieś liczy 858 mieszkańców.
W okolicy Tshane znajdują się inne większe wsie takie jak Lehututu, Hukuntsi i Lokwabe.